# Malcolm Dome
Malcolm Dome (n. 1955, Regatul Unit – d. 29 octombrie 2021) a fost un jurnalist muzical englez.
A scris articole despre muzica rock și heavy metal începând din 1979, lucrând pe parcursul carierei sale pentru reviste precum Record Mirror⁠(d), Kerrang!, Metal Hammer⁠(d) și Classic Rock⁠(d). Dome este cofondator, alături de personalitatea media Tommy Vance⁠(d) și producătorul Tony Wilson, al primului post de radio rock din Marea Britanie TotalRock⁠(d).
Dome a creat termenul „thrash metal”, acesta fiind utilizat pentru prima dată în numărul 62 al revistei Kerrang! din 23 februarie 1984 într-un articol despre melodia „Metal Thrashing Mad” a formației Anthrax. Înainte de apariția termenului, solistul James Hetfield descria sunetul Metallica drept „power metal”.
Dome a contribuit la DVD-urile Queen Under Review 1973-1980, Queen Under Review 1980-1991 și Music Milestones: Genesis 's Duke⁠(d). De asemenea, a scris notele de album⁠(d) pentru remasterizarea⁠(d) setului Nuclear Burn 4CD al formației de jazz fusion Brand X⁠(d) între 1976 și 1980.
Dome a încetat din viață la vârsta de 66 de ani pe 29 octombrie 2021.